# Enscape
Enscape（エンスケープ）は、リアルタイムレンダリングおよびバーチャル･リアリティ プラグインである。主に建築設計など、その分野に関わる者から使用されている。2013年にドイツのカールスルーエで会社が設立され、Enscape GmbHによって開発およびサポートが行われている。2022 年に、Enscape の開発元である Enscape GmbH は、競合するレンダリング ソフトウェア V-Ray の開発元である Chaos と合併している。 
Enscapeのリアルタイムテクノロジーを使用すると、プロジェクトはレンダリングされた3Dウォークスルーとして視覚化され、あらゆる角度からナビゲートおよび探索が可能となる。EnscapeとCADプログラム間のライブリンクを使用すると、更新の追跡が出来る。
建物が実際に出来上がったかのようにVR体験が出来る。Oculus Rift/HTC VIVEとEnscapeを使用すると、建物のバーチャルウォークスルーがワンクリックで行える。図面を用いての説明が不要となり建築プロジェクトをバーチャルリアリティで体験が可能になる。
Enscapeはデータをファイルに保存もしくは、クラウドにアップロードすることができる。クラウドにアップロードすると、リンクからアクセス出来るため、特別なアプリケーションは必要がない。

## 概観
Enscapeの主な焦点は、現実的なビジュアリゼーションと簡単で操作しやすいインターフェイスである。 リアルタイムプロセスを使用し、レンダリング時間を短縮することにより、プロジェクトの進行を早めることができる。 それぞれのCADモデルのデータをベースにし、バーチャル・リアリティにおけるシミュレーションが可能になる。また、自動更新機能により、CADモデルで変更されたパーツは瞬時にエンスケープ側にも表示されます。ビデオやプレゼンテーション用のギャラリーもEnscapeで簡単に制作できる。EnscapeはOpenGL 4.3とVulkanを使用し、基礎となるCADモデルの写実的な表現を可能にしている。
Enscapeはプラグインであるため、現在は以下のプログラムでのみ使用可能：
- Revit
- SketchUp
- Rhino
- ArchiCAD
- Vectorworks